# Grels Naeslund
Grels Johan Naeslund eller Grels Næslund, född 16 december 1907 i Själevad, död 23 juli 1948 i Norrköping, var en svensk officer i Armén och Flygvapnet.

## Biografi
Naeslund blev fänrik i Armén år 1928 vid Västerbottens regemente (I 20). År 1936 befordrades han till löjtnant och övergick till Flygvapnet. Mellan 1940 och 1941 var han divisionschef för 91. jaktflygdivisionen (Ivar Röd) på nyuppsatta Göta flygflottilj (F 9). År 1942 var han chef för Flygvapnets aspirantskola. År 1943 befordrades till major. Åren 1943–1947 var han chef för Flygkadettskolan (F 20). Han blev skolans första chef efter att skolan avskiljdes från Krigsflygskolan (F 5) och omlokaliserades till Uppsala. Åren 1947–1948 var han chef för Bråvalla flygflottilj (F 13). Naeslund omkom under en övningsskjutning vid Vasalt Båstad med sin J 28A.
Naeslund gifte sig år 1945 med Inga Svärdström, tillsammans fick de två barn, tvillingarna Ingrid och Christina. Han är begravd på Gudmundrå kyrkogård.